# Conferenza di Kienthal
La Conferenza di Kienthal fu una conferenza internazionale di partiti socialisti contrari alla prima guerra mondiale. Si svolse nel villaggio svizzero di Kienthal, nel comune di Reichenbach im Kandertal, dal 25 al 30 aprile 1916, un anno dopo la Conferenza di Zimmerwald.
Vi presero parte 43 delegati provenienti da dieci Paesi, che discussero della azioni per porre fine alla guerra, delle attitudini del proletariato alla questione della pace, di agitazione e propaganda, attività parlamentare, lotta di massa e convocazione del Bureau della Seconda Internazionale.